# Tour de Romandie 2012
La 66e édition du Tour de Romandie a eu lieu du 24 au 29 avril 2012. Il s'agit de la 14e épreuve de l'UCI World Tour 2012.
La course est remportée par le Britannique Bradley Wiggins (Sky), après avoir remporté la 1re étape mais surtout le contre-la-montre final. Il devance au classement général l'Américain Andrew Talansky (Garmin-Barracuda) et le Portugais Rui Costa (Movistar).
Le Russe Petr Ignatenko (Katusha) remporte les classements du meilleur sprinteur et du meilleur grimpeur tandis que Talansky termine meilleur jeune de l'épreuve. L'équipe Sky, vainqueur de trois étapes, gagne le classement de la meilleure équipe grâce notamment à trois de leur coureur dans les cinq premiers du général.

## Présentation

### Équipes
L'organisateur a communiqué la liste d'une première équipe invitée (Europcar) le 16 décembre 2011 puis a dévoilé la deuxième et dernière (Saur-Sojasun) le 14 mars 2012. 20 équipes participent à ce Tour de Romandie - 18 ProTeams et 2 équipes continentales professionnelles :
| Nom de l'équipe         | Pays        | Code |
| ----------------------- | ----------- | ---- |
| AG2R La Mondiale        | France      | ALM  |
| Astana                  | Kazakhstan  | AST  |
| BMC Racing              | États-Unis  | BMC  |
| Euskaltel-Euskadi       | Espagne     | EUS  |
| FDJ-BigMat              | France      | FDJ  |
| Garmin-Barracuda        | États-Unis  | GRM  |
| GreenEDGE               | Australie   | GEC  |
| Katusha                 | Russie      | KAT  |
| Lampre-ISD              | Italie      | LAM  |
| Liquigas-Cannondale     | Italie      | LIQ  |
| Lotto-Belisol           | Belgique    | LTB  |
| Movistar                | Espagne     | MOV  |
| Omega Pharma-Quick Step | Belgique    | OPQ  |
| Rabobank                | Pays-Bas    | RAB  |
| RadioShack-Nissan       | Luxembourg  | RNT  |
| Saxo Bank               | Danemark    | SAX  |
| Sky                     | Royaume-Uni | SKY  |
| Vacansoleil-DCM         | Pays-Bas    | VCD  |

| Nom de l'équipe | Pays   | Code |
| --------------- | ------ | ---- |
| Europcar        | France | EUC  |
| Saur-Sojasun    | France | SAU  |

### Favoris
[réf. souhaitée]
Les vainqueurs des quatre précédentes éditions sont présents, l'Allemand Andreas Klöden (RadioShack-Nissan), le Tchèque Roman Kreuziger (Astana), le Slovaque Simon Špilak (Katusha) et l'Australien Cadel Evans (BMC Racing).
Sont également cités comme outsider les deux hommes forts du dernier Paris-Nice, le Britannique Bradley Wiggins (Sky) et le Néerlandais Lieuwe Westra (Vacansoleil-DCM) ainsi que le Portugais Tiago Machado (RadioShack-Nissan), l'Irlandais Daniel Martin et le Canadien Ryder Hesjedal (Garmin-Barracuda), le Français Jean-Christophe Péraud et l'Italien Rinaldo Nocentini (AG2R La Mondiale), le Néerlandais Bauke Mollema (Rabobank) et le Polonais Sylwester Szmyd (Liquigas-Cannondale).

## Étapes
| Étape     | Date     | Villes étapes                 |  | Distance (km) | Vainqueur d’étape | Leader du classement général |
| --------- | -------- | ----------------------------- |  | ------------- | ----------------- | ---------------------------- |
| Prologue  | 24 avril | Lausanne - Lausanne           |  | 3,34          | Geraint Thomas    | Geraint Thomas               |
| 1re étape | 25 avril | Morges - La Chaux-de-Fonds    |  | 184,5         | Bradley Wiggins   | Bradley Wiggins              |
| 2e étape  | 26 avril | Montbéliard (FRA) - Moutier   |  | 149,1         | Jonathan Hivert   | Bradley Wiggins              |
| 3e étape  | 27 avril | La Neuveville - Charmey       |  | 157,6         | Luis León Sánchez | Bradley Wiggins              |
| 4e étape  | 28 avril | Bulle - Sion                  |  | 184           | Luis León Sánchez | Luis León Sánchez            |
| 5e étape  | 29 avril | Crans-Montana - Crans-Montana |  | 16,5          | Bradley Wiggins   | Bradley Wiggins              |

## Déroulement de la course

### Prologue

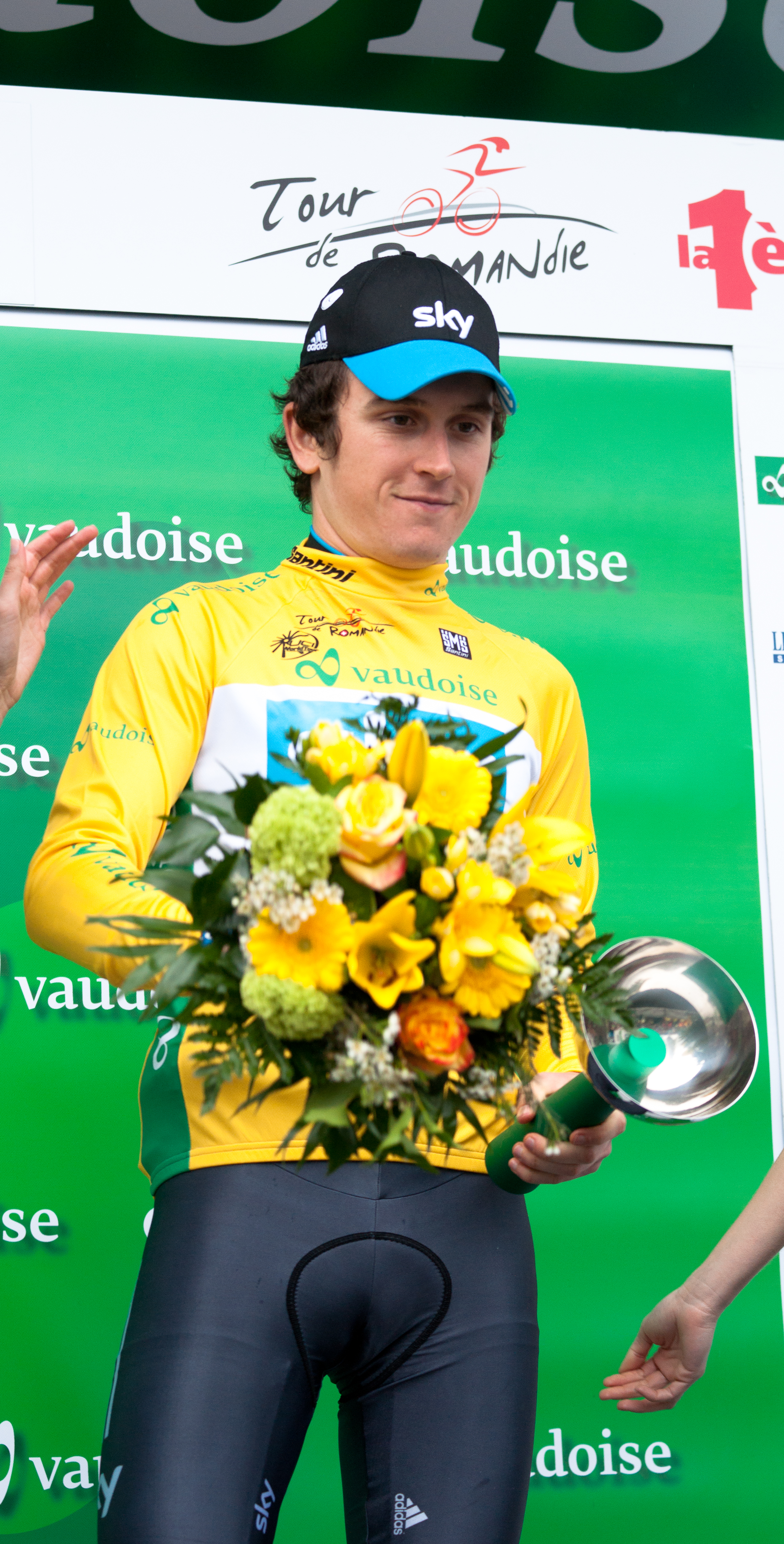
Geraint Thomas sur le podium après sa victoire dans le prologue.

Le Britannique Geraint Thomas (Sky), remporte ce prologue en parcourant les 3,34 km en 3 min 29 s 43. C'est sa première course sur route depuis les championnats du monde sur piste où il a obtenu une médaille d'or en poursuite par équipes et une médaille d'argent à l'américaine. Il doit en partie sa victoire à la pluie, qui a commencé à tomber après son passage et a pu gêner certains favoris. Parmi eux, son coéquipier Bradley Wiggins est onzième à neuf secondes et l'Australien Cadel Evans (BMC Racing) est 80e à 20 secondes.
L'Italien Giacomo Nizzolo (RadioShack-Nissan) est deuxième, à 5 secondes, et meilleur jeune. Deux coureurs de l'équipe Sky, Mark Cavendish et Michael Rogers, le suivent à 6 secondes.
|    | Coureur                  | Équipe                  |    | Temps      |
| -- | ------------------------ | ----------------------- | -- | ---------- |
| 1  | Geraint Thomas (GBR)     | Sky                     | en | 3 min 29 s |
| 2  | Giacomo Nizzolo (ITA)    | RadioShack-Nissan       | +  | 5 s        |
| 3  | Mark Cavendish (GBR)     | Sky                     |    | 6 s        |
| 4  | Michael Rogers (AUS)     | Sky                     |    | 6 s        |
| 5  | Kristof Vandewalle (BEL) | Omega Pharma-Quick Step |    | 6 s        |
| 6  | Julien Vermote (BEL)     | Omega Pharma-Quick Step |    | 8 s        |
| 7  | Bauke Mollema (NED)      | Rabobank                |    | 8 s        |
| 8  | Stef Clement (NED)       | Rabobank                |    | 8 s        |
| 9  | Manuele Boaro (ITA)      | Saxo Bank               |    | 9 s        |
| 10 | Alex Rasmussen (DEN)     | Garmin-Barracuda        |    | 9 s        |

|    | Coureur                  | Équipe                  |    | Temps      |
| -- | ------------------------ | ----------------------- | -- | ---------- |
| 1  | Geraint Thomas (GBR)     | Sky                     | en | 3 min 29 s |
| 2  | Giacomo Nizzolo (ITA)    | RadioShack-Nissan       | +  | 5 s        |
| 3  | Mark Cavendish (GBR)     | Sky                     |    | 6 s        |
| 4  | Michael Rogers (AUS)     | Sky                     |    | 6 s        |
| 5  | Kristof Vandewalle (BEL) | Omega Pharma-Quick Step |    | 6 s        |
| 6  | Julien Vermote (BEL)     | Omega Pharma-Quick Step |    | 8 s        |
| 7  | Bauke Mollema (NED)      | Rabobank                |    | 8 s        |
| 8  | Stef Clement (NED)       | Rabobank                |    | 8 s        |
| 9  | Manuele Boaro (ITA)      | Saxo Bank               |    | 9 s        |
| 10 | Alex Rasmussen (DEN)     | Garmin-Barracuda        |    | 9 s        |

### 1reétape
|    | Coureur                   | Équipe                  |    | Temps           |
| -- | ------------------------- | ----------------------- | -- | --------------- |
| 1  | Bradley Wiggins (GBR)     | Sky                     | en | 4 h 50 min 23 s |
| 2  | Lieuwe Westra (NED)       | Vacansoleil-DCM         | +  | m.t             |
| 3  | Paolo Tiralongo (ITA)     | Astana                  |    | m.t             |
| 4  | Tejay van Garderen (USA)  | BMC Racing              |    | m.t             |
| 5  | Maciej Paterski (POL)     | Liquigas-Cannondale     |    | m.t             |
| 6  | Vasil Kiryienka (BLR)     | Movistar                |    | m.t             |
| 7  | Serge Pauwels (BEL)       | Omega Pharma-Quick Step |    | m.t             |
| 8  | Daniele Pietropolli (ITA) | Lampre-ISD              |    | m.t             |
| 9  | Ryder Hesjedal (CAN)      | Garmin-Barracuda        |    | m.t             |
| 10 | Pieter Weening (NED)      | GreenEDGE               |    | m.t             |

|    | Coureur               | Équipe            |    | Temps           |
| -- | --------------------- | ----------------- | -- | --------------- |
| 1  | Bradley Wiggins (GBR) | Sky               | en | 4 h 53 min 51 s |
| 2  | Michael Rogers (AUS)  | Sky               | +  | 7 s             |
| 3  | Bauke Mollema (NED)   | Rabobank          |    | 9 s             |
| 4  | Stef Clement (NED)    | Rabobank          |    | 9 s             |
| 5  | Andrew Talansky (USA) | Garmin-Barracuda  |    | 11 s            |
| 6  | Wilco Kelderman (NED) | Rabobank          |    | 11 s            |
| 7  | David Zabriskie (USA) | Garmin-Barracuda  |    | 12 s            |
| 8  | Simon Špilak (SLO)    | Katusha           |    | 12 s            |
| 9  | Rubén Plaza (ESP)     | Movistar          |    | 12 s            |
| 10 | Tiago Machado (POR)   | RadioShack-Nissan |    | 13 s            |

### 2eétape
|    | Coureur                   | Équipe            |    | Temps           |
| -- | ------------------------- | ----------------- | -- | --------------- |
| 1  | Jonathan Hivert (FRA)     | Saur-Sojasun      | en | 3 h 48 min 11 s |
| 2  | Rui Costa (POR)           | Movistar          | +  | m.t             |
| 3  | Luis León Sánchez (ESP)   | Rabobank          |    | m.t             |
| 4  | Gianni Meersman (BEL)     | Lotto-Belisol     |    | m.t             |
| 5  | Ryder Hesjedal (CAN)      | Garmin-Barracuda  |    | m.t             |
| 6  | Giacomo Nizzolo (ITA)     | RadioShack-Nissan |    | m.t             |
| 7  | Daniele Pietropolli (ITA) | Lampre-ISD        |    | m.t             |
| 8  | Eduard Vorganov (RUS)     | Katusha           |    | m.t             |
| 9  | Allan Davis (AUS)         | GreenEDGE         |    | m.t             |
| 10 | Roman Kreuziger (CZE)     | Astana            |    | m.t             |

|    | Coureur                 | Équipe           |    | Temps           |
| -- | ----------------------- | ---------------- | -- | --------------- |
| 1  | Bradley Wiggins (GBR)   | Sky              | en | 8 h 42 min 02 s |
| 2  | Michael Rogers (AUS)    | Sky              | +  | 7 s             |
| 3  | Bauke Mollema (NED)     | Rabobank         |    | 9 s             |
| 4  | Stef Clement (NED)      | Rabobank         |    | 9 s             |
| 5  | Andrew Talansky (USA)   | Garmin-Barracuda |    | 11 s            |
| 6  | Luis León Sánchez (ESP) | Rabobank         |    | 11 s            |
| 7  | Wilco Kelderman (NED)   | Rabobank         |    | 11 s            |
| 8  | David Zabriskie (USA)   | Garmin-Barracuda |    | 12 s            |
| 8  | Simon Špilak (SLO)      | Katusha          |    | 12 s            |
| 10 | Rubén Plaza (ESP)       | Movistar         |    | 12 s            |

### 3eétape
|    | Coureur                  | Équipe              |    | Temps           |
| -- | ------------------------ | ------------------- | -- | --------------- |
| 1  | Luis León Sánchez (ESP)  | Rabobank            | en | 3 h 58 min 29 s |
| 2  | Gianni Meersman (BEL)    | Lotto-Belisol       | +  | m.t             |
| 3  | Paolo Tiralongo (ITA)    | Astana              |    | m.t             |
| 4  | Andrew Talansky (USA)    | Garmin-Barracuda    |    | m.t             |
| 5  | Bauke Mollema (NED)      | Rabobank            |    | m.t             |
| 6  | Rinaldo Nocentini (ITA)  | AG2R La Mondiale    |    | m.t             |
| 7  | Maciej Paterski (POL)    | Liquigas-Cannondale |    | m.t             |
| 8  | Damiano Caruso (ITA)     | Liquigas-Cannondale |    | m.t             |
| 9  | Gorka Verdugo (ESP)      | Euskaltel-Euskadi   |    | m.t             |
| 10 | Fabrice Jeandesboz (FRA) | Saur-Sojasun        |    | m.t             |

|    | Coureur                 | Équipe           |    | Temps            |
| -- | ----------------------- | ---------------- | -- | ---------------- |
| 1  | Bradley Wiggins (GBR)   | Sky              | en | 12 h 40 min 31 s |
| 2  | Luis León Sánchez (ESP) | Rabobank         | +  | 1 s              |
| 3  | Michael Rogers (AUS)    | Sky              |    | 7 s              |
| 4  | Bauke Mollema (NED)     | Rabobank         |    | 9 s              |
| 5  | Stef Clement (NED)      | Rabobank         |    | 9 s              |
| 6  | Andrew Talansky (USA)   | Garmin-Barracuda |    | 11 s             |
| 7  | Wilco Kelderman (NED)   | Rabobank         |    | 11 s             |
| 8  | David Zabriskie (USA)   | Garmin-Barracuda |    | 12 s             |
| 9  | Simon Špilak (SLO)      | Katusha          |    | 12 s             |
| 10 | Rubén Plaza (ESP)       | Movistar         |    | 12 s             |

### 4eétape
|    | Coureur                  | Équipe            |    | Temps           |
| -- | ------------------------ | ----------------- | -- | --------------- |
| 1  | Luis León Sánchez (ESP)  | Rabobank          | en | 4 h 56 min 13 s |
| 2  | Rinaldo Nocentini (ITA)  | AG2R La Mondiale  | +  | m.t             |
| 3  | Branislau Samoilau (BLR) | Movistar          |    | m.t             |
| 4  | Gorka Verdugo (ESP)      | Euskaltel-Euskadi |    | m.t             |
| 5  | Paolo Tiralongo (ITA)    | Astana            |    | m.t             |
| 6  | Pierre Rolland (FRA)     | Europcar          |    | m.t             |
| 7  | Andreas Klöden (GER)     | RadioShack-Nissan |    | m.t             |
| 8  | Cadel Evans (AUS)        | BMC Racing        |    | m.t             |
| 9  | Roman Kreuziger (CZE)    | Astana            |    | m.t             |
| 10 | Fabrice Jeandesboz (FRA) | Saur-Sojasun      |    | m.t             |

|    | Coureur                 | Équipe            |    | Temps            |
| -- | ----------------------- | ----------------- | -- | ---------------- |
| 1  | Luis León Sánchez (ESP) | Rabobank          | en | 17 h 36 min 35 s |
| 2  | Bradley Wiggins (GBR)   | Sky               | +  | 9 s              |
| 3  | Michael Rogers (AUS)    | Sky               |    | 16 s             |
| 4  | Bauke Mollema (NED)     | Rabobank          |    | 18 s             |
| 5  | Stef Clement (NED)      | Rabobank          |    | 18 s             |
| 6  | Andrew Talansky (USA)   | Garmin-Barracuda  |    | 20 s             |
| 7  | Wilco Kelderman (NED)   | Rabobank          |    | 20 s             |
| 8  | Simon Špilak (SLO)      | Katusha           |    | 21 s             |
| 9  | Rui Costa (POR)         | Movistar          |    | 22 s             |
| 10 | Tiago Machado (POR)     | RadioShack-Nissan |    | 22 s             |

### 5eétape
|    | Coureur               | Équipe              |    | Temps       |
| -- | --------------------- | ------------------- | -- | ----------- |
| 1  | Bradley Wiggins (GBR) | Sky                 | en | 28 min 56 s |
| 2  | Andrew Talansky (USA) | Garmin-Barracuda    | +  | 1 s         |
| 3  | Richie Porte (AUS)    | Sky                 |    | 17 s        |
| 4  | Rui Costa (POR)       | Movistar            |    | 23 s        |
| 5  | Roman Kreuziger (CZE) | Astana              |    | 40 s        |
| 6  | Sylwester Szmyd (POL) | Liquigas-Cannondale |    | 42 s        |
| 7  | Michael Rogers (AUS)  | Sky                 |    | 43 s        |
| 8  | Thibaut Pinot (FRA)   | FDJ-BigMat          |    | 52 s        |
| 9  | Thomas De Gendt (BEL) | Vacansoleil-DCM     |    | 54 s        |
| 10 | Janez Brajkovič (SLO) | Astana              |    | 55 s        |

|    | Coureur                 | Équipe              |    | Temps            |
| -- | ----------------------- | ------------------- | -- | ---------------- |
| 1  | Bradley Wiggins (GBR)   | Sky                 | en | 18 h 05 min 40 s |
| 2  | Andrew Talansky (USA)   | Garmin-Barracuda    | +  | 12 s             |
| 3  | Rui Costa (POR)         | Movistar            |    | 36 s             |
| 4  | Richie Porte (AUS)      | Sky                 |    | 45 s             |
| 5  | Michael Rogers (AUS)    | Sky                 |    | 50 s             |
| 6  | Roman Kreuziger (CZE)   | Astana              |    | 59 s             |
| 7  | Sylwester Szmyd (POL)   | Liquigas-Cannondale |    | 1 min 03 s       |
| 8  | Simon Špilak (SLO)      | Katusha             |    | 1 min 13 s       |
| 9  | Janez Brajkovič (SLO)   | Astana              |    | 1 min 14 s       |
| 10 | Luis León Sánchez (ESP) | Rabobank            |    | 1 min 15 s       |

## Classements finals

### Classement général
|    | Cycliste          | Pays        | Équipe              |    | Temps            |
| -- | ----------------- | ----------- | ------------------- | -- | ---------------- |
| 1  | Bradley Wiggins   | Royaume-Uni | Sky                 | en | 18 h 05 min 40 s |
| 2  | Andrew Talansky   | États-Unis  | Garmin-Barracuda    | +  | 12 s             |
| 3  | Rui Costa         | Portugal    | Movistar            |    | 36 s             |
| 4  | Richie Porte      | Australie   | Sky                 |    | 45 s             |
| 5  | Michael Rogers    | Australie   | Sky                 |    | 50 s             |
| 6  | Roman Kreuziger   | Tchéquie    | Astana              |    | 59 s             |
| 7  | Sylwester Szmyd   | Pologne     | Liquigas-Cannondale |    | 1 min 03 s       |
| 8  | Simon Špilak      | Slovénie    | Katusha             |    | 1 min 13 s       |
| 9  | Janez Brajkovič   | Slovénie    | Astana              |    | 1 min 14 s       |
| 10 | Luis León Sánchez | Espagne     | Rabobank            |    | 1 min 15 s       |

### Classements annexes
|   | Cycliste       | Pays     | Équipe   | Points |
| - | -------------- | -------- | -------- | ------ |
| 1 | Petr Ignatenko | Russie   | Katusha  | 12     |
| 2 | Gatis Smukulis | Lettonie | Katusha  | 12     |
| 3 | Stef Clement   | Pays-Bas | Rabobank | 7      |

|   | Cycliste        | Pays     | Équipe        | Points |
| - | --------------- | -------- | ------------- | ------ |
| 1 | Petr Ignatenko  | Russie   | Katusha       | 24     |
| 2 | Lars Ytting Bak | Danemark | Lotto-Belisol | 21     |
| 3 | Johann Tschopp  | Suisse   | BMC Racing    | 20     |

|   | Cycliste        | Pays       | Équipe           |    | Temps            |
| - | --------------- | ---------- | ---------------- | -- | ---------------- |
| 1 | Andrew Talansky | États-Unis | Garmin-Barracuda | en | 18 h 05 min 52 s |
| 2 | Thibaut Pinot   | France     | FDJ-BigMat       | +  | 1 min 09 s       |
| 3 | Wilco Kelderman | Pays-Bas   | Rabobank         |    | 1 min 57 s       |

|   | Équipe   | Pays        |    | Temps            |
| - | -------- | ----------- | -- | ---------------- |
| 1 | Sky      | Royaume-Uni | en | 54 h 18 min 26 s |
| 2 | Astana   | Kazakhstan  | +  | 2 min 16 s       |
| 3 | Movistar | Espagne     |    | 2 min 56 s       |

### UCI World Tour
Ce Tour de Romandie attribue des points pour l'UCI World Tour 2012, seulement aux coureurs des équipes ayant un label ProTeam.
| Position           | 1er | 2e | 3e | 4e | 5e | 6e | 7e | 8e | 9e | 10e |
| Classement général | 100 | 80 | 70 | 60 | 50 | 40 | 30 | 20 | 10 | 4   |
| Par étape          | 6   | 4  | 2  | 1  | 1  |    |    |    |    |     |

| #  | Coureur           | Équipe              | Points |
| -- | ----------------- | ------------------- | ------ |
| 1  | Bradley Wiggins   | Sky                 | 112    |
| 2  | Andrew Talansky   | Garmin-Barracuda    | 85     |
| 3  | Rui Costa         | Movistar            | 75     |
| 4  | Richie Porte      | Sky                 | 62     |
| 5  | Michael Rogers    | Sky                 | 51     |
| 6  | Roman Kreuziger   | Astana              | 41     |
| 7  | Sylwester Szmyd   | Liquigas-Cannondale | 30     |
| 8  | Simon Špilak      | Katusha             | 20     |
| 9  | Luis León Sánchez | Rabobank            | 18     |
| 10 | Janez Brajkovič   | Astana              | 10     |

| Suite du classement (11-24) | Suite du classement (11-24) | Suite du classement (11-24) | Suite du classement (11-24) |
| --------------------------- | --------------------------- | --------------------------- | --------------------------- |
| 11                          | Geraint Thomas              | Sky                         | 6                           |
| 12                          | Gianni Meersman             | Lotto-Belisol               | 5                           |
| 12                          | Paolo Tiralongo             | Astana                      | 5                           |
| 14                          | Giacomo Nizzolo             | RadioShack-Nissan           | 4                           |
| 14                          | Rinaldo Nocentini           | AG2R La Mondiale            | 4                           |
| 14                          | Lieuwe Westra               | Vacansoleil-DCM             | 4                           |
| 17                          | Mark Cavendish              | Sky                         | 2                           |
| 17                          | Branislau Samoilau          | Movistar                    | 2                           |
| 19                          | Ryder Hesjedal              | Garmin-Barracuda            | 1                           |
| 19                          | Bauke Mollema               | Rabobank                    | 1                           |
| 19                          | Maciej Paterski             | Liquigas-Cannondale         | 1                           |
| 19                          | Tejay van Garderen          | BMC Racing                  | 1                           |
| 19                          | Kristof Vandewalle          | Omega Pharma-Quick Step     | 1                           |
| 19                          | Gorka Verdugo               | Euskaltel-Euskadi           | 1                           |

## Évolution des classements
| Étape              | Vainqueur          | Classement général | Classement du meilleur sprinteur | Classement de la montagne | Classement du meilleur jeune | Classement par équipes |
| ------------------ | ------------------ | ------------------ | -------------------------------- | ------------------------- | ---------------------------- | ---------------------- |
| P                  | Geraint Thomas     | Geraint Thomas     | Geraint Thomas                   | Non décerné               | Giacomo Nizzolo              | Sky                    |
| 1                  | Bradley Wiggins    | Bradley Wiggins    | Stef Clement                     | Fabrice Jeandesboz        | Andrew Talansky              | Sky                    |
| 2                  | Jonathan Hivert    | Bradley Wiggins    | Stef Clement                     | Lars Ytting Bak           | Andrew Talansky              | Sky                    |
| 3                  | Luis León Sánchez  | Bradley Wiggins    | Gatis Smukulis                   | Lars Ytting Bak           | Andrew Talansky              | Sky                    |
| 4                  | Luis León Sánchez  | Luis León Sánchez  | Petr Ignatenko                   | Petr Ignatenko            | Andrew Talansky              | Sky                    |
| 5                  | Bradley Wiggins    | Bradley Wiggins    | Petr Ignatenko                   | Petr Ignatenko            | Andrew Talansky              | Sky                    |
| Classements finals | Classements finals | Bradley Wiggins    | Petr Ignatenko                   | Petr Ignatenko            | Andrew Talansky              | Sky                    |

## Liste des participants
- Liste de départ complète

| Légende | Légende | Légende | Légende |
| ------- | --- | ------- | --- |
| Num     | Dossard de départ porté par le coureur sur ce Tour de Romandie                                                                        | Pos     | Position finale au classement général                                                                               |
|         | Indique le vainqueur du classement général                                                                                            |         | Indique le vainqueur du classement de la montagne                                                                   |
|         | Indique le vainqueur du classement des sprints                                                                                        |         | Indique le vainqueur du classement du meilleur jeune                                                                |
| #       | Indique la meilleure équipe | NP      | Indique un coureur qui n'a pas pris le départ d'une étape, suivi du numéro de l'étape où il s'est retiré            |
| AB      | Indique un coureur qui n'a pas terminé une étape, suivi du numéro de l'étape où il s'est retiré                                       | HD      | Indique un coureur qui a terminé une étape hors des délais, suivi du numéro de l'étape où il est arrivé hors délais |
| DSQ     | Indique un coureur qui a été disqualifié à cause d'une infraction au règlement, suivi d'une indication concernant sa disqualification | *       | Indique un coureur en lice pour le maillot blanc (coureurs nés après le 1er janvier 1987)                           |

| BMC Racing BMC | BMC Racing BMC                                               | BMC Racing BMC |
| -------------- | ------------------------------------------------------------ | -------------- |
| Num            | Coureur                                                      | Pos            |
| 1              | Cadel Evans (AUS)                                            | 29e            |
| 2              | Tejay van Garderen (USA)*                                    | AB-4           |
| 3              | Steve Morabito (SUI)                                         | 27e            |
| 4              | Amaël Moinard (FRA)                                          | 38e            |
| 5              | Johann Tschopp (SUI)                                         | 56e            |
| 6              | Martin Kohler (SUI) → Champion de Suisse du contre-la-montre | 111e           |
| 7              | Klaas Lodewyck (BEL)*                                        | 98e            |
| 8              | Brent Bookwalter (USA)                                       | 65e            |

| Omega Pharma-Quick Step OPQ | Omega Pharma-Quick Step OPQ                                                           | Omega Pharma-Quick Step OPQ |
| --------------------------- | ------------------------------------------------------------------------------------- | --------------------------- |
| Num                         | Coureur                                                                               | Pos                         |
| 11                          | Michał Kwiatkowski (POL)*                                                             | AB-4                        |
| 12                          | Dario Cataldo (ITA)                                                                   | 48e                         |
| 13                          | Serge Pauwels (BEL)                                                                   | 51e                         |
| 14                          | Julien Vermote (BEL)*                                                                 | 108e                        |
| 15                          | Kristof Vandewalle (BEL)                                                              | AB-4                        |
| 16                          | Matthew Brammeier (IRL) → Champion d'Irlande du contre-la-montre → Champion d'Irlande | AB-4                        |
| 17                          | Martin Velits (SVK)                                                                   | 95e                         |
| 18                          | Bert Grabsch (GER) → Champion d'Allemagne du contre-la-montre                         | 127e                        |

| Liquigas-Cannondale LIQ | Liquigas-Cannondale LIQ    | Liquigas-Cannondale LIQ |
| ----------------------- | -------------------------- | ----------------------- |
| Num                     | Coureur                    | Pos                     |
| 21                      | Ivan Basso (ITA)           | 33e                     |
| 22                      | Cayetano Sarmiento (COL)   | 63e                     |
| 23                      | Sylwester Szmyd (POL)      | 7e                      |
| 24                      | Maciej Bodnar (POL)        | 89e                     |
| 25                      | Maciej Paterski (POL)      | 52e                     |
| 26                      | Fabio Sabatini (ITA)       | 102e                    |
| 27                      | Cristiano Salerno (ITA)    | 84e                     |
| 28                      | Paolo Longo Borghini (ITA) | 100e                    |

| Katusha KAT | Katusha KAT                                                     | Katusha KAT |
| ----------- | --------------------------------------------------------------- | ----------- |
| Num         | Coureur                                                         | Pos         |
| 31          | Denis Menchov (RUS)                                             | AB-1        |
| 32          | Gatis Smukulis (LAT) → Champion de Lettonie du contre-la-montre | 85e         |
| 33          | Eduard Vorganov (RUS)                                           | 76e         |
| 34          | Petr Ignatenko (RUS)                                            | 61e         |
| 35          | Joan Horrach (ESP)                                              | AB-4        |
| 36          | Giampaolo Caruso (ITA)                                          | 36e         |
| 37          | Pavel Brutt (RUS) → Champion de Russie                          | 66e         |
| 38          | Simon Špilak (SLO)                                              | 8e          |

| Astana AST | Astana AST                                                       | Astana AST |
| ---------- | ---------------------------------------------------------------- | ---------- |
| Num        | Coureur                                                          | Pos        |
| 41         | Roman Kreuziger (CZE)                                            | 6e         |
| 42         | Paolo Tiralongo (ITA)                                            | 18e        |
| 43         | Andriy Grivko (UKR)                                              | 81e        |
| 44         | Andrey Kashechkin (KAZ)                                          | 62e        |
| 45         | Fredrik Kessiakoff (SWE)                                         | 88e        |
| 46         | Evgueni Petrov (RUS)                                             | 64e        |
| 47         | Kevin Seeldraeyers (BEL)                                         | 45e        |
| 48         | Janez Brajkovič (SLO) → Champion de Slovénie du contre-la-montre | 9e         |

| GreenEDGE GEC | GreenEDGE GEC                                                                    | GreenEDGE GEC |
| ------------- | -------------------------------------------------------------------------------- | ------------- |
| Num           | Coureur                                                                          | Pos           |
| 51            | Luke Durbridge (AUS)* → Champion d'Australie du contre-la-montre                 | 94e           |
| 52            | Pieter Weening (NED)                                                             | 19e           |
| 53            | Travis Meyer (AUS)*                                                              | AB-2          |
| 54            | Allan Davis (AUS)                                                                | NP-4          |
| 55            | Fumiyuki Beppu (JPN) → Champion du Japon du contre-la-montre → Champion du Japon | 99e           |
| 56            | Daryl Impey (RSA)                                                                | NP-4          |
| 57            | Leigh Howard (AUS)*                                                              | 107e          |
| 58            | Christian Meier (CAN)                                                            | 106e          |

| Sky # SKY | Sky # SKY                                                               | Sky # SKY |
| --------- | ----------------------------------------------------------------------- | --------- |
| Num       | Coureur                                                                 | Pos       |
| 61        | Bradley Wiggins (GBR) → Champion de Grande-Bretagne                     | 1er       |
| 62        | Richie Porte (AUS)                                                      | 4e        |
| 63        | Mark Cavendish (GBR) → Champion du monde                                | AB-4      |
| 64        | Michael Rogers (AUS)                                                    | 5e        |
| 65        | Geraint Thomas (GBR)                                                    | AB-4      |
| 66        | Christopher Froome (GBR)                                                | 123e      |
| 67        | Kanstantsin Siutsou (BLR) → Champion de Biélorussie du contre-la-montre | 72e       |
| 68        | Danny Pate (USA)                                                        | 132e      |

| RadioShack-Nissan RNT | RadioShack-Nissan RNT  | RadioShack-Nissan RNT |
| --------------------- | ---------------------- | --------------------- |
| Num                   | Coureur                | Pos                   |
| 71                    | Andreas Klöden (GER)   | 22e                   |
| 72                    | Jakob Fuglsang (DEN)   | NP-3                  |
| 73                    | Oliver Zaugg (SUI)     | 74e                   |
| 74                    | Tiago Machado (POR)    | 15e                   |
| 75                    | Giacomo Nizzolo (ITA)* | 114e                  |
| 76                    | Nélson Oliveira (POR)* | 105e                  |
| 77                    | Thomas Rohregger (AUT) | 34e                   |
| 78                    | George Bennett (NZL)*  | 37e                   |

| Rabobank RAB | Rabobank RAB             | Rabobank RAB |
| ------------ | ------------------------ | ------------ |
| Num          | Coureur                  | Pos          |
| 81           | Michael Matthews (AUS)*  | 110e         |
| 82           | Luis León Sánchez (ESP)  | 10e          |
| 83           | Wilco Kelderman (NED)*   | 30e          |
| 84           | Bauke Mollema (NED)      | 17e          |
| 85           | Laurens ten Dam (NED)    | 39e          |
| 86           | Stef Clement (NED)       | 16e          |
| 87           | Tom-Jelte Slagter (NED)* | 43e          |
| 88           | Maarten Wynants (BEL)    | 128e         |

| Euskaltel-Euskadi EUS | Euskaltel-Euskadi EUS       | Euskaltel-Euskadi EUS |
| --------------------- | --------------------------- | --------------------- |
| Num                   | Coureur                     | Pos                   |
| 91                    | Mikel Astarloza (ESP)       | 25e                   |
| 92                    | Gorka Verdugo (ESP)         | 28e                   |
| 93                    | Egoi Martínez (ESP)         | 71e                   |
| 94                    | Mikel Landa (ESP)*          | 35e                   |
| 95                    | Romain Sicard (FRA)*        | 80e                   |
| 96                    | Ricardo García Ambroa (ESP) | 97e                   |
| 97                    | Jorge Azanza (ESP)          | 78e                   |
| 98                    | Alan Pérez (ESP)            | 133e                  |

| Lotto-Belisol LTB | Lotto-Belisol LTB         | Lotto-Belisol LTB |
| ----------------- | ------------------------- | ----------------- |
| Num               | Coureur                   | Pos               |
| 101               | Kenny Dehaes (BEL)        | AB-4              |
| 102               | Gianni Meersman (BEL)     | AB-4              |
| 103               | Tosh Van der Sande (BEL)* | 130e              |
| 104               | Lars Ytting Bak (DEN)     | 112e              |
| 105               | Frederik Willems (BEL)    | 120e              |
| 106               | Maarten Neyens (BEL)      | 118e              |
| 107               | Gert Dockx (BEL)*         | 116e              |

| Movistar MOV | Movistar MOV               | Movistar MOV |
| ------------ | -------------------------- | ------------ |
| Num          | Coureur                    | Pos          |
| 111          | Branislau Samoilau (BLR)   | 26e          |
| 112          | Jonathan Castroviejo (ESP) | 42e          |
| 113          | Juan José Cobo (ESP)       | 60e          |
| 114          | Rubén Plaza (ESP)          | 47e          |
| 115          | Vladimir Karpets (RUS)     | 24e          |
| 116          | Rui Costa (POR)            | 3e           |
| 117          | Vasil Kiryienka (BLR)      | 58e          |
| 118          | Ángel Madrazo (ESP)*       | 53e          |

| Vacansoleil-DCM VCD | Vacansoleil-DCM VCD                                          | Vacansoleil-DCM VCD |
| ------------------- | ------------------------------------------------------------ | ------------------- |
| Num                 | Coureur                                                      | Pos                 |
| 121                 | Lieuwe Westra (NED)                                          | AB-2                |
| 122                 | Johnny Hoogerland (NED)                                      | 54e                 |
| 123                 | Mirko Selvaggi (ITA)                                         | NP-5                |
| 124                 | Gustav Larsson (SWE) → Champion de Suède du contre-la-montre | 73e                 |
| 125                 | Martijn Keizer (NED)*                                        | 103e                |
| 126                 | Sergueï Lagoutine (UZB) → Champion d'Ouzbékistan             | AB-1                |
| 127                 | Thomas De Gendt (BEL)                                        | 68e                 |
| 128                 | Rob Ruijgh (NED)                                             | 75e                 |

| Garmin-Barracuda GRM | Garmin-Barracuda GRM                               | Garmin-Barracuda GRM |
| -------------------- | -------------------------------------------------- | -------------------- |
| Num                  | Coureur                                            | Pos                  |
| 131                  | Alex Rasmussen (DEN)                               | DSQ                  |
| 132                  | Daniel Martin (IRL)                                | 14e                  |
| 133                  | Ryder Hesjedal (CAN)                               | NP-5                 |
| 134                  | Andrew Talansky (USA)*                             | 2e                   |
| 135                  | Christian Vande Velde (USA)                        | 69e                  |
| 136                  | Peter Stetina (USA)                                | 57e                  |
| 137                  | David Zabriskie (USA)                              | 41e                  |
| 138                  | Ramūnas Navardauskas (LTU)* → Champion de Lituanie | 117e                 |

| Lampre-ISD LAM | Lampre-ISD LAM            | Lampre-ISD LAM |
| -------------- | ------------------------- | -------------- |
| Num            | Coureur                   | Pos            |
| 141            | Danilo Hondo (GER)        | NP-5           |
| 142            | Davide Cimolai (ITA)*     | 122e           |
| 143            | Daniele Righi (ITA)       | NP-5           |
| 144            | Daniele Pietropolli (ITA) | 70e            |
| 145            | Morris Possoni (ITA)      | NP-5           |
| 146            | Manuele Mori (ITA)        | 49e            |
| 147            | Marco Marzano (ITA)       | 59e            |
| 148            | Matthew Lloyd (AUS)       | 125e           |

| AG2R La Mondiale ALM | AG2R La Mondiale ALM         | AG2R La Mondiale ALM |
| -------------------- | ---------------------------- | -------------------- |
| Num                  | Coureur                      | Pos                  |
| 151                  | Jean-Christophe Péraud (FRA) | 96e                  |
| 152                  | Martin Elmiger (SUI)         | 109e                 |
| 153                  | Rinaldo Nocentini (ITA)      | 21e                  |
| 154                  | Julien Bérard (FRA)          | 92e                  |
| 155                  | John Gadret (FRA)            | 44e                  |
| 156                  | Manuel Belletti (ITA)        | NP-2                 |
| 157                  | Matteo Montaguti (ITA)       | NP-2                 |
| 158                  | Mathieu Perget (FRA)         | 90e                  |

| FDJ-BigMat FDJ | FDJ-BigMat FDJ         | FDJ-BigMat FDJ |
| -------------- | ---------------------- | -------------- |
| Num            | Coureur                | Pos            |
| 161            | Kenny Elissonde (FRA)* | 46e            |
| 162            | Francis Mourey (FRA)   | 82e            |
| 163            | Cédric Pineau (FRA)    | 121e           |
| 164            | Rémi Pauriol (FRA)     | 113e           |
| 165            | Jussi Veikkanen (FIN)  | 104e           |
| 166            | Thibaut Pinot (FRA)*   | 11e            |
| 167            | Jérémy Roy (FRA)       | 86e            |
| 168            | Arthur Vichot (FRA)*   | 83e            |

| Saxo Bank SAX | Saxo Bank SAX                  | Saxo Bank SAX |
| ------------- | ------------------------------ | ------------- |
| Num           | Coureur                        | Pos           |
| 171           | Manuele Boaro (ITA)            | 93e           |
| 172           | David Tanner (AUS)             | NP-4          |
| 173           | Sérgio Paulinho (POR)          | AB-4          |
| 174           | Jesús Hernández Blázquez (ESP) | 32e           |
| 175           | Daniel Navarro (ESP)           | 23e           |
| 176           | Chris Anker Sørensen (DEN)     | 40e           |
| 177           | Volodymyr Gustov (UKR)         | 77e           |
| 178           | Anders Lund (DEN)              | 119e          |

| Europcar EUC | Europcar EUC              | Europcar EUC |
| ------------ | ------------------------- | ------------ |
| Num          | Coureur                   | Pos          |
| 181          | Kévin Réza (FRA)*         | 101e         |
| 182          | Angélo Tulik (FRA)*       | 91e          |
| 183          | Davide Malacarne (ITA)    | 79e          |
| 184          | Saïd Haddou (FRA)         | 131e         |
| 185          | Giovanni Bernaudeau (FRA) | 115e         |
| 186          | Pierre Rolland (FRA)      | 31e          |
| 187          | Cyril Gautier (FRA)       | 55e          |
| 188          | Franck Bouyer (FRA)       | 126e         |

| Saur-Sojasun SAU | Saur-Sojasun SAU         | Saur-Sojasun SAU |
| ---------------- | ------------------------ | ---------------- |
| Num              | Coureur                  | Pos              |
| 191              | Jérôme Coppel (FRA)      | 12e              |
| 192              | Jimmy Engoulvent (FRA)   | 124e             |
| 193              | Jonathan Hivert (FRA)    | AB-4             |
| 194              | Fabrice Jeandesboz (FRA) | 13e              |
| 195              | Yannick Talabardon (FRA) | 67e              |
| 196              | Guillaume Levarlet (FRA) | 50e              |
| 197              | Jean-Marc Marino (FRA)   | 87e              |
| 198              | Maxime Méderel (FRA)     | 20e              |